# Chevrières (Isère)
Chevrières település Franciaországban, Isère megyében. Lakosainak száma 737 fő (2022. január 1.). Chevrières Saint-Marcellin, Saint-Vérand, Chatte, Murinais, Roybon és Saint-Appolinard községekkel határos.

## Népesség
A település népességének változása:
| Lakosok száma | 447  | 456  | 503  | 644  | 693  | 710  | 708  | 726  | 735  | 737  |
|               | 1968 | 1982 | 1990 | 2006 | 2013 | 2015 | 2017 | 2019 | 2020 | 2022 |